# Leptaleus
Leptaleus is een geslacht van kevers van de familie snoerhalskevers (Anthicidae).

## Soorten
- L. bisbiguttatus Pic, 1952
- L. brincki Bonadona, 1988
- L. chaudoiri Kolenati, 1846
- L. elaboratus Krekich-Strassoldo, 1930
- L. glabellus Truqui, 1855
- L. glabricephalus Uhmann, 1983
- L. grossoanus Pic, 1931
- L. minutus Bonadona, 1969
- L. nilidisaimus Pic, 1921
- L. peguenais Pic, 1913
- L. pilosifer Pic, 1933
- L. prolongatipygus Pic, 1917
- L. rodriguesi (Latreille, 1804)
- L. sasajii Sakai & Telnov, 2001
- L. seydeli Pic, 1952
- L. testaceonotatus Pic, 1922
- L. uralensis Pic, 1905